# Château des Aix
Le château des Aix est un édifice situé à Meillard, en France.

## Localisation
Le château est situé sur le territoire de la commune de Meillard à environ 3 km au sud-ouest du bourg, dans le département de l'Allier, en région Auvergne-Rhône-Alpes.

## Description
Le château des Aix se compose d’un corps de logis rectangulaire flanqué de pavillons à base carrée, il est entouré de douves en eau. La porte d’entrée donnant sur la terrasse a reçu un encadrement à bossage issu du traité d'architecture de Sebastiano Serlio, tout comme les pilastres doriques soutenant une frise de même ordre, elle-même surmontée d'un fronton triangulaire.
Du château féodal subsistent la vaste enceinte carrée, les tours d'angles, les étroites meurtrières, ainsi qu'une cour intérieure.
Le château a accueilli pour la première fois en août 2023 des spectacles du festival Théâtres de Bourbon, notamment des productions du théâtre du Nord-Ouest comme L'École des femmes de Molière.

## Historique
Charles-François du Buysson, officier français engagé dans la guerre d'indépendance des États-Unis, dans le camp des insurgés, y est né le 19 août 1752.
Le château est classé au titre des monuments historiques en 1989, les communs et le parc, y compris ses murs et les grilles de clôture sont inscrits en 2001.